# François Trinh-Duc
François Trinh-Duc (ur. 11 listopada 1986 w Montpellier) – francuski rugbysta, występujący na pozycji łącznika ataku lub środkowego ataku w zespole Montpellier oraz we francuskiej drużynie narodowej.
Trinh-Duc jest jednym z pierwszych graczy wietnamskiego pochodzenia, którzy wystąpili we francuskiej drużynie narodowej. Jego dziadek ze strony ojca, Trịnh Đức Nhien, wyemigrował z Wietnamu do Francji w trakcie I. wojny indochińskiej. Osiedlił się niedaleko Agen w Lot-et-Garonne. Poślubił następnie Włoszkę z pochodzenia; z tego związku narodził się ojciec François Trinh-Duca – Philippe.
Grę w rugby rozpoczynał w małym klubie Pic-Saint-Loup niedaleko Montpellier. Występował tam razem ze swoim późniejszym kolegą z Montpellier Hérault RC – Fulgencem Ouedraogo.
Do drużyny narodowej został powołany przez Marca Lièvremonta na Puchar Sześciu Narodów 2008. Debiutował 3 lutego 2008 w meczu ze Szkocją na Murrayfield. Na turnieju zagrał we wszystkich pięciu meczach. Powołany na Puchar Świata w Rugby 2011, gdzie z reprezentacją Francji zdobył srebrny medal.